# Actinodiscus unguja
Actinodiscus unguja är en korallart som först beskrevs av Oscar Henrik Carlgren 1900.  Actinodiscus unguja ingår i släktet Actinodiscus och familjen Discosomatidae. Inga underarter finns listade i Catalogue of Life.